# Massimo D'Alelio
Massimo D'Alelio, „Mimmo” (ur. 1916, zm. 1996) – włoski brydżysta z tytułem World Grand Master urodzony w Neapolu, prawnik. 
W latach 1956–1972 grał w Blue Teamie. Dziesięć razy zdobył tytuł Mistrza Świata (na Bermuda Bowl) i trzy razy tytuł Mistrza Olimpijskiego (na Olimpiadach brydżowych).
W brydża zaczął grać w 1942, a w brydża porównawczego od 1952 roku. Jego ulubionymi partnerami brydżowymi byli Eugrnio Chiaradia i Pietro Forquet. Grali system licytacyjnym Neapolitański Trefl. 
Od roku 1963, po przeniesieniu się do Rzymu, zaczął grać w parze z Camillo Pabis Ticci początkowo stosując system Rzymski Trefl, a później jego odmianę system Arno. 
Poza brydżem interesował się muzyką rozrywkową i motoryzacją, pływał i grał w golfa.

## Dokonania brydżowe
Massimo D'Alelio grając w drużynie Blue Team zdobył:
- 3 tytuły Mistrza Olimpijskiego na Olimpiadach brydżowych w latach: 1964, 1968, 1972.
- 10 tytułów Mistrza Świata na Bermuda Bowl w latach: 1957, 1958, 1959, 1961, 1962, 1963, 1965, 1966, 1967, 1969.
- 4 tytuły Mistrza Europy w latach: 1956, 1957, 1958, 1959.

Ponadto zdobył tytuły:
- Wicemistrza Europy w latach: 1955, 1962, 1963.
- Mistrza Włoch w latach: 1953, 1956, 1957, 1959, 1963, 1964[2].

## Publikacje
- Il sistema Arno, Massimo D'Alelio i Camillo Pabis-Ticci (Istituto Editoriale Italiano, 1966) 183 str.